# Valdeavellano
Valdeavellano è un comune spagnolo di 102 abitanti situato nella comunità autonoma di Castiglia-La Mancia.